# Svět pod hlavou
Svět pod hlavou je český televizní seriál České televize z roku 2017 v režii Radima Špačka a Marka Najbrta, inspirovaný britským seriálem Life on Mars (2006–2007). Marek Najbrt natočil šest dílů a Radim Špaček čtyři díly. Pojednává o policistovi Filipu Marvanovi, kterého srazí auto a v kómatu prožívá rok 1982. Zde potkává své rodiče a kromě obvyklé policejní práce rozplétá záhadu kolem své rodiny a hledá, jak by se mohl opět probudit ve své době.
Název seriálu je odvozen z písně V stínu kapradiny Jany Kratochvílové, dobová hudba má v seriálu svoji roli. Třetí díl se odehrává během Festivalu politické písně; v roli svazácké zábavové kapely zde vystupuje skupina Květy s písněmi Sólo má dobrá nálada a Láska je zboží tuzexový. Vystupující skupina Sloky Luboše Nováčka je pak parodií na skupinu Kroky Františka Janečka.

## Děj
Protagonistou seriálu je policista Filip Marvan (Václav Neužil). Je členem policejního týmu pro odhalování organizovaného zločinu. Při přípravě domovní prohlídky pražského mafiána Pavla Kroupy (Vasil Fridrich) jej však zničehonic kontaktuje jeho mladší bratr, který má problémy. Po příjezdu domů v Ústí nad Labem zjistí, o co jde – jeho bratr Kryštof (Marek Adamczyk) dluží horentní sumu zdejšímu podnikateli a mafiánovi Josefu Šejbovi zvanému Šejbič (Miroslav Hanuš/ Jan Cina). Ten je ochoten celý dluh prominout, pokud mu Filip z chystané domovní prohlídky donese zápisník uložený v sejfu. Filip tak po dlouhém váhání uskuteční krádež notesu při prohlídce a předá ho Šejbovi, čímž své policejní povolání kvůli bratrovi zradí. Při odchodu z klubu Krystal ho srazí auto a on se probere až v nemocnici — v roce 1982. 
Zjišťuje, že jeho totožnost je stále Filip Marvan, ale že je příslušníkem nikoli policie, ale Sboru národní bezpečnosti. Do jeho nové služby ho zasvětí zdejší „buzerující tvrďák“ Martin Plachý (Ivan Trojan), z něhož se ale nakonec vyklube charakterní policajt na oddělení téměř bezpáteřních straníků a zasloužilých pracovníků, kteří mnohdy kladou požadované závěry nad skutečné vyšetřování. 
Na oddělení se tak poznává majorem Aloisem Špalkem (Václav Kopta), lehce více méně nechápajícím Slávkem Brouskem (Tomáš Jeřábek) nebo stranickým kádrem Klementem Kratěnou (Jan Budař). Poměrně záhy se dostane do kontaktu i se svými rodiči matkou Simonou (Ljuba Krbová / Marie Doležalová, dcerou ředitele kulturáku a otcem Janem (Kryštof Hádek), v té době příslušníkem problémových „mániček“, kteří si teprve postupně uvědomují, že čekají dítě, jímž bude právě Filip. Filip se dlouho nemůže srovnat s nevyřešenými vztahy v rodině a nezodpovězenými otázkami. Jeho otec se totiž z jeho pohledu bezdůvodně oběsil v době, kdy mu bylo deset a matka jeho a bratra poté musela vychovávat sama. Průvodkyní a důležitým záchytným bodem v komunistické šedi je pro něj slovenská doktorka Kristýna Čáslavová (Judit Bárdos), se kterou ho poutá silný přátelský vztah přerůstající v lásku. 
Čím víc si Filip uvědomuje, proč je v kómatu, ze kterého se není schopen probrat, ale zároveň někde jinde, tím víc je v nebezpečí. Je to nejdříve vědomí, že na otcově zradě a doživotních depresích má lví podíl právě Klement Kratěna, který jeho a jeho kamarády dostal do vězení za pokus překročit státní hranici. Nebezpečnější než Kratěna je však funkcionář Šejba a především jeho syn, předseda SSM „Šejbič“. Šejbič je týž mafián Šejba, kvůli kterému se zde octl. Filip si uvědomuje, že musí najít klíč, který ho z kómatu vyvede. Poznává, že mu nestačí se vypořádat s minulostí své rodiny, ale že musí najít životaschopný vztah i k vlastní přítomnosti. Děj tak postupně graduje do jedné velké pasti, kterou nad ním rozevírá StB a ze které není téměř úniku. Je zde i motiv psychiatrické léčebny, odkud se mu podaří uprchnout. Pak se úspěšně pokusí o přechod státní hranice, při kterém je však těžce postřelen jeho průvodce „světem pod hlavou“ Martin Plachý. Filip za železnou oponou ulehne do listí a probere se v reálném čase z kómatu. Na základě prožitého vyřeší svůj původní případ, pochopí souvislosti nejen svého života a smíří se s bratrem. Také zjistí, že Martin Plachý, který mu nejvíc pomáhal, byl reálnou osobou a byl neprávem popraven za vraždu Slávka a „špiónování“. Obě časové roviny spolu interagují a hledat klíč k jejich vztahu je do značné míry na divákovi.

## Obsazení
| Václav Neužil      | por. Filip Marvan                         |
| Ivan Trojan        | Martin Plachý                             |
| Judit Bárdos       | doktorka MUDr. Kristýna Čáslavová         |
| Jan Vlasák         | npor. Klement Kratěna                     |
| Jan Budař          | npor. Klement Kratěna (za mlada)          |
| Václav Kopta       | mjr. Alois Špalek                         |
| Tomáš Jeřábek      | Slávek Brousek                            |
| Ján Sedal          | patolog MUDr. Ivan Mrázek                 |
| Kryštof Hádek      | Jan Marvan, otec Filipa                   |
| Marie Doležalová   | Simona Marvanová (za mlada), matka Filipa |
| Ljuba Krbová       | Simona Marvanová, matka Filipa            |
| Miroslav Hanuš     | svazák Josef Šejba                        |
| Jan Cina           | svazák Josef Šejba (za mlada)             |
| Marek Daniel       | náměstek Viktor Šejba                     |
| Marek Adamczyk     | Kryštof Marvan, bratr Filipa              |
| Igor Chmela        | Felix Kartouz, děda Filipa                |
| Jitka Schneiderová | Milada Kartouzová, babička Filipa         |
| Michal Dalecký     | esenbák Kužílek                           |
| David Máj          | esenbák Vingl                             |
| Marek Pospíchal    | Dominik Skála                             |
| Václav Marhold     | pacient Březina                           |
| Jan Plouhar        | kriminalista Tomáš                        |
| Roman Zach         | kapitán Klíma                             |
| Ondřej Malý        | psychiatr Staněk                          |
| Robert Mikluš      | psychiatr Kotyk                           |
| Ladislav Hampl     | fotograf Černý                            |
| Roman Mrázik       | hostinský Bartáček                        |
| Alžbeta Stanková   | Lída Majerová                             |
| Jiří Černý         | Josef Kout                                |
| Jiří Maryško       | Michal Křížek                             |
| Vasil Fridrich     | Pavel Kroupa                              |
| Marek Taclík       | Luboš Nováček, klávesák skupiny Sloky     |
| Jana Plodková      | Magda, zpěvačka skupiny Sloky             |
| Jakub Wehrenberg   | Rudolf, basák skupiny Sloky               |
| Tomáš Měcháček     | Čeněk Fux, kytarista skupiny Sloky        |
| Marek Brodský      | Svatopluk Kulič, bubeník skupiny Sloky    |
| Jan Španbauer      | Dingo, kytarista                          |
| Tomáš Bambušek     | Igor Pivoda, mánička                      |
| Daniel Tůma        | Tomáš Humpl, mánička                      |

## Seznam dílů
1. Stín kapradiny
2. Anděl odplaty
3. Mrtvý lidi
4. Orchidej na smetišti
5. Závadová mládež
6. Dvojboj
7. Smrt špióna
8. Rodinná záležitost
9. Mrtvý muž
10. 1983

## Recenze
- Milan Rozšafný, TVZone.cz
- Mirka Spáčilová, iDNES.cz
- Pavel Koutský, Mediahub.cz
- Vít Schmarc, Radio Wave   Archivováno 18. 3. 2017 na Wayback Machine.